# Vicente Feola
Vicente Ítalo Feola (* 1. November 1909 in São Paulo; † 6. November 1975) war ein brasilianischer Fußballspieler und -trainer. Er führte die brasilianische Fußballnationalmannschaft bei der Fußball-Weltmeisterschaft 1958 zum Titelgewinn und war in einem Zeitraum von über 20 Jahren – mit einigen Unterbrechungen – als Trainer des FC São Paulo tätig.

## Karriere

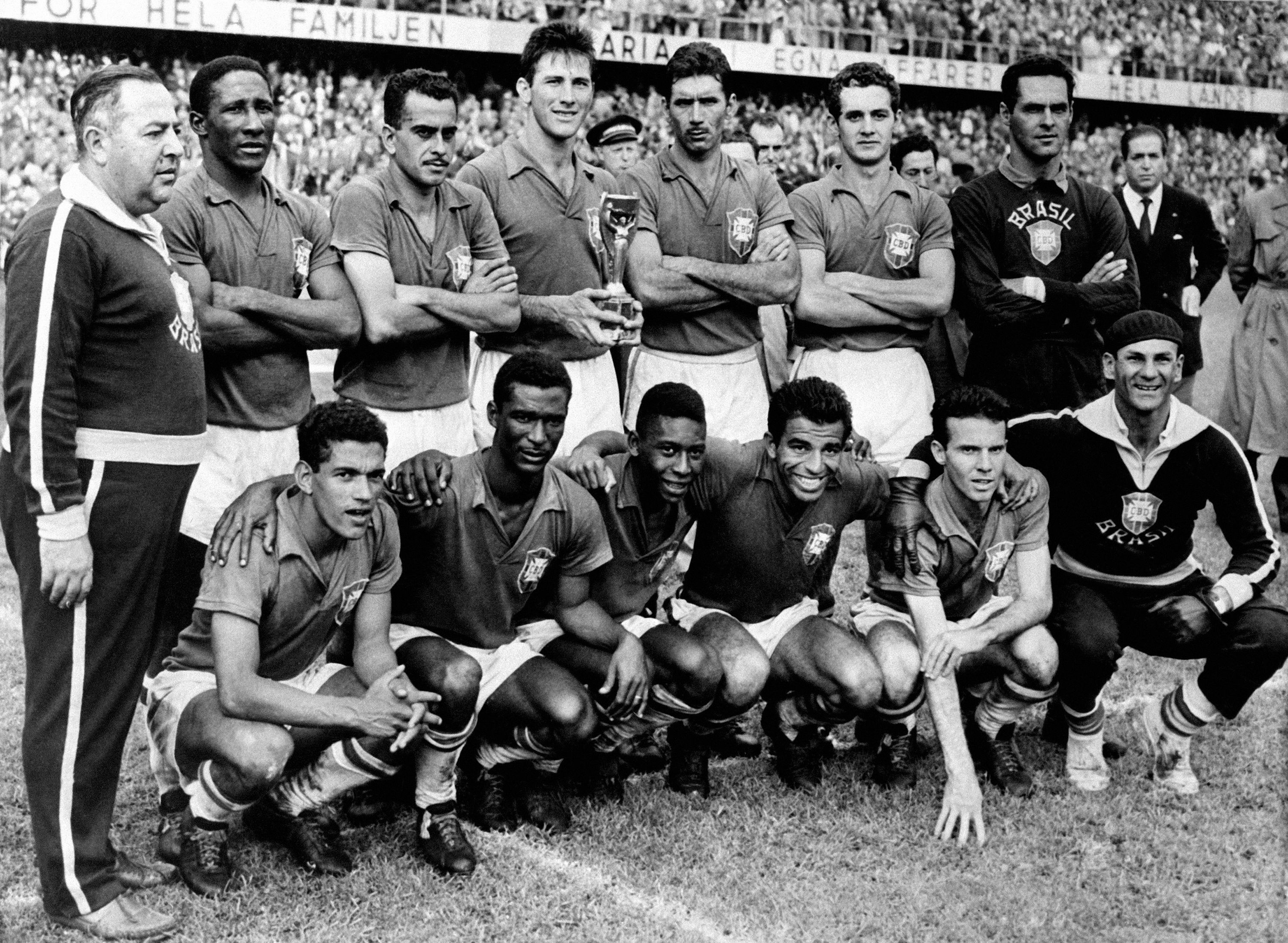
Brasilien 1958: Vicente Feola (Trainer), Djalma Santos, Zito, Bellini, Nilton Santos, Orlando, Gilmar - Garrincha, Didi, Pelé, Vava, Zagallo.

Vicente Feola spielte in jungen Jahren bei São Paulo da Floresta (aus dem später der FC São Paulo hervorging) und SC Americano (SP) in seiner Heimatstadt São Paulo. Er konnte sich jedoch nicht für eine Profikarriere empfehlen und begann bereits mit 18 Jahren beim FC São Paulo als Trainer zu arbeiten. Mit São Paulo konnte er in den Jahren 1948 und 1949 zweimal die Staatsmeisterschaft von São Paulo (Campeonato Paulista) gewinnen.
Während er weiterhin als Trainer beim FC São Paulo arbeitete, übernahm er während der Fußball-Weltmeisterschaft 1958 die brasilianische Fußballnationalmannschaft. In das 22-köpfige Aufgebot für die Weltmeisterschaft gehörten unter anderen der Torhüter Carlos José Castilho, die Abwehrspieler Djalma Santos und Nílton Santos sowie der Angreifer Vavá und der erst 17-jährige Pelé. Feola nahm einen Sportpsychologen mit zur WM. Er stellte die 4-2-4-Formation um und stellte Mário Zagallo als hängende Spitze auf. Dieser schaltete sich bei Attacken in den Angriff ein und ließ sich ansonsten ins Mittelfeld zurückfallen, wo er bei der Verteidigung mithalf. Den Auftakt ins Turnier gestalteten die Brasilianer mit Siegen über Russland und Österreich sowie einem Unentschieden gegen England in der Gruppenphase erfolgreich und beendeten die Vorrunde auf dem ersten Rang. Im Viertelfinale gegen die defensivstarken Waliser reichte ein Tor durch Pelé zum Weiterkommen. Im Halbfinale gegen Frankreich und im Finalspiel gegen Schweden überzeugten die Südamerikaner mit ihrer starken Offensive und sorgten für den ersten Titelgewinn Brasiliens bei einer Weltmeisterschaft.
Obwohl Vicente Feola der erste Weltmeistertrainer einer brasilianischen Auswahl wurde, übernahm im Jahr 1961 sein Nachfolger Aymoré Moreira die Nationalmannschaft, der für den zweiten Titelgewinn sorgte. Einer der Gründe soll auch der schlechte Gesundheitszustand des übergewichtigen Feola gewesen sein. Feola übernahm die Seleção erneut für die Fußball-Weltmeisterschaft 1966 in England. Nach einem 2:0-Auftaktsieg über Bulgarien konnte die Mannschaft nicht mehr an die herausragenden Leistungen in Schweden bei der WM 1958 anknüpfen und scheiterte nach den zwei darauffolgenden Niederlagen gegen Ungarn und Portugal bereits in der Vorrunde. Daraufhin wurde Feola seines Amtes enthoben und erneut durch Aymoré Moreira ersetzt.
Feola amtete zusätzlich während der Olympia 1960 und Olympia 1964 als Nationaltrainer. Die beiden Teilnahmen an den Olympischen Spielen endeten jedoch im Misserfolg und die brasilianische Auswahl scheiterte bereits in der Vorrunde.
Nach dem Scheitern bei der Weltmeisterschaft 1966 in England zog er sich von den Tätigkeiten als Nationaltrainer zurück. Feola diente im erfolgsverwöhnten Brasilien als Sündenbock. Feola lebte bis zu seinem Tod im November 1975 in seiner Heimatstadt São Paulo.

## Erfolge
Nationalmannschaft
- Fußball-Weltmeisterschaft: 1958

São Paulo
- Staatsmeisterschaft von São Paulo: 1948, 1949